# Архиепархия Дамаска (маронитская)
Архиепархия Дамаска (лат. Archieparchia Damascena Maronitarum) — архиепархия Маронитской католической церкви с центром в городе Дамаск, Сирия.

## История
Маронитская архиепархия Дамаска была основана в 1527 году. Архиепископ Дамаска участвовал в Синоде Горного Ливана в 1736 году.

## Ординарии архиепархии
- Георгий (упоминается в 1562 году);
- Sergio Risio (во время правления Павла V);
- Саркис аль-Джамри (упоминается в 1661 году);
- Семан Аввад (27.01.1716 — 16.03.1743) — выбран антиохийским патриархом;
- Арсений Абдул-Ахад (упоминается в 1774 году);
- Юсеф Тйан (6.08.1786 — 1788) — выбран антиохийским патриархом;
- Германос эль-Хазен (1795—1805);
- Стефан Хазен (1809—1823);
- Юсеф эль-Хазен (6.04.1830 — 19.01.1846) — выбран антиохийским патриархом;
- Стефан Хазен (2.04.1848 — 1871);
- Номаталла Дахдах (11.02.1872 — ?);
- Павел Масад (12.06.1892 — март 1919);
- Бишира Ричард Хемали (9.05.1920 — 24.12.1927);
- Иоанн эль-Хаге (29.04.1928 — 30.11.1955);
- Антоний Хамид Мурани (5.06.1989 — 10.03.1999);
- Раймонд Эйд (5.06.1999 — 2006);
- Самир Насар (4.10.2006 — по настоящее время).

## Источник
- Annuario Pontificio, Libreria Editrice Vaticana, Città del Vaticano, 2003, ISBN 88-209-7422-3